# Patrick Bourbeillon
Patrick Bourbeillon (ur. 24 marca 1947 w Angers, zm. 13 lipca 2015 w Lyonie) – francuski lekkoatleta, sprinter, mistrz Europy z 1969.
Zdobył złoty medal w sztafecie 4 × 100 metrów na mistrzostwach Europy w 1969 w Atenach. Sztafeta francuska biegła w składzie: Alain Sarteur, Bourbeillon, Gérard Fenouil i François Saint-Gilles. Na kolejnych mistrzostwach Europy w 1971 w Helsinkach Bourbeillon ponownie startował w sztafecie 4 × 100 metrów, która został zdyskwalifikowana w finale.
Odpadł w półfinale biegu na 50 metrów na halowych mistrzostwach Europy w 1972 w Grenoble. Zajął 7. miejsce w sztafecie 4 × 100 metrów na igrzyskach olimpijskich w 1972 w Monachium.
Bourbeillon był brązowym medalistą mistrzostw Francji w biegu na 100 metrów w 1968 oraz halowym wicemistrzem w biegu na 50 metrów w 1972.